# Thomas Häberli
Thomas Häberli (ur. 11 kwietnia 1974 w Lucernie) – szwajcarski piłkarz, w trakcie kariery piłkarskiej grający na pozycji napastnika. Obecnie jest selekcjonerem reprezentacji Estonii.

## Kariera piłkarska

### Klub
Häberli przez całą piłkarską karierę występował w klubach szwajcarskich. Reprezentował m.in. barwy FC Basel i BSC Young Boys.

### Reprezentacja
W 2004 roku Häberli rozegrał jedyny mecz w reprezentacji Szwajcarii. Miało to miejsce 4 września w spotkaniu eliminacji mistrzostw świata przeciwko reprezentacji Wysp Owczych. Häberli pojawił się na boisku w 74 minucie zmieniając Alexandre Reya.

## Trener
W 2011 roku Häberli rozpoczął pracę trenerską. Od początku szkoleniowej kariery związany z klubem BSC Young Boys, w którym jest asystentem Martina Ruedy oraz trenerem zespołu juniorskiego.